# Naturahushållning
Naturahushållning är ett ekonomiskt system där betalning till skillnad från vid penninghushållning sker in natura, det vill säga med varor eller tjänster i stället för med pengar.
Idag finns det både större och mindre experiment med så kallad "time banking" som bygger på samma princip men där skulder och betalningar inte sker direkt men ackumuleras i en databank.

## Historik
Naturahushållning kallas en sådan form av det ekonomiska samhällslivet att livsbehoven huvudsakligen tillgodoses genom produktion på ort och ställe och att arbetslöner etcetera utgår i form av naturaförmåner. Orsakerna härtill är samfärdsmedlens, arbetsfördelningens och handelns outvecklade tillstånd samt därmed sammanhängande brist på penningar. En dylik ekonomisk ordning har förekommit på olika håll och olika tider, beroende av ett visst kulturläge, men var utmärkande i synnerhet för Europa under äldre medeltiden. Uppkomsten av en självständig hantverksindustri på 1100- och 1200-talen och handelns uppsving under korstågen medförde att naturahushållningens ersättes med penninghushållning.